# Sigfús Sigurðsson (lekkoatleta)
Sigfús Sigurðsson (ur. 19 lutego 1922 w Hofsstaðar, zm. 21 sierpnia 1999 w Reykjavíku) – islandzki lekkoatleta, olimpijczyk.
Reprezentował Islandię w konkursie pchnięcia kulą na Letnich Igrzyskach Olimpijskich 1948, które odbyły się w Londynie. W rundzie kwalifikacyjnej rzucił kulą na dystans 14,480 m i zajął 11. miejsce, a w finale udało mu się rzucić na długość 13,660 m przez co zajął 12. miejsce.

## Życie prywatne
Był dziadkiem Sigfúsa Sigurðssona, piłkarza ręcznego.